# Chaetopleura lurida
Chaetopleura lurida är en blötdjursart som först beskrevs av Sowerby 1832.  Chaetopleura lurida ingår i släktet Chaetopleura och familjen Ischnochitonidae. Inga underarter finns listade i Catalogue of Life.